# لبنان في الألعاب الأولمبية الصيفية 2016
لبنان سيشارك في دورة الألعاب الأولمبية الصيفية 2016 في ريو دي جانيرو في البرازيل 5 آب 2016 إلى 21 آب 2016. بتسعة لاعبين في سبع مسابقات. وهي المشاركة السابعة عشر له.
بتاريخ 05 آب 2016 وفي اثناء صعود الوفد اللبناني إلى الحافلة للتوجه إلى ملعب ماراكانا للمشاركة في حفل الافتتاح حاول الوفد الإسرائيلي الصعود إلى ذات الحافلة فما كان من الوفد اللبناني ان رفض هذا الامر بالمطلق وقامو باغلاق باب الحافلة باجسادهم ما اجبر الوفد الإسرائيلي على اتخاذ حافلة أخرى لتقلهم إلى الملعب.

## ألعاب القوى
لبنان ممثل بلاعبين اثنين في فعاليات ألعاب القوى. من خلال تحقيق كلا من هما الاوقات المطلوبة للتأهل.
| رياضي      | المسابقة          | التصفيات      | التصفيات      | نصف النهائي   | نصف النهائي   | النهائي | النهائي |
| رياضي      | المسابقة          | نتيجة         | مرتبة         | نتيجة         | مرتبة         | نتيجة   | مرتبة   |
| ---------- | ----------------- | ------------- | ------------- | ------------- | ------------- | ------- | ------- |
| أحمد حازر  | 110م حواجز - رجال |               |               |               |               |         |         |
| شيرين نجيم | الماراثون - سيدات | تأهلت تلقائيا | تأهلت تلقائيا | تأهلت تلقائيا | تأهلت تلقائيا |         |         |

## قوارب الكانو

### متعرج
حصل لبنان على دعوة من اللجنة الثلاثية لمشاركة ريتشارد مرجان في سباق C-1 رجال.و هذه تكون أول مرة ظهور للبنان في هذه المسابقة في تاريخ مشاركته الاولمبية.
| اللاعب        | الفعالية   | المرحلة التمهيدية | المرحلة التمهيدية | المرحلة التمهيدية | المرحلة التمهيدية | المرحلة التمهيدية | المرحلة التمهيدية | نصف النهائي | نصف النهائي | النهائي  | النهائي  |
| اللاعب        | الفعالية   | الجولة 1          | الترتيب           | الجولة 2          | الترتيب           | افضل              | الترتيب           | الوقت       | الترتيب     | الوقت    | الترتيب  |
| ------------- | ---------- | ----------------- | ----------------- | ----------------- | ----------------- | ----------------- | ----------------- | ----------- | ----------- | -------- | -------- |
| ريتشارد مرجان | C-1 - رجال | 120.20            | 18                | 121.67            | 19                | 120.20            | 19                | لم يتأهل    | لم يتأهل    | لم يتأهل | لم يتأهل |

## المبارزة
يشارك لبنان في هذه المسابقة بمبارزه واحده هي منى شعيتو، عن فئة سيف الشيش للسيدات.
| اللاعب    | الفعالية          | دور 64        | دور 32                 | دور 16        | ربع النهائي   | نصف النهائي   | النهائي / BM  | النهائي / BM |
| اللاعب    | الفعالية          | الخصم النتيجة | الخصم النتيجة          | الخصم النتيجة | الخصم النتيجة | الخصم النتيجة | الخصم النتيجة | الترتيب      |
| --------- | ----------------- | ------------- | ---------------------- | ------------- | ------------- | ------------- | ------------- | ------------ |
| منى شعيتو | سيف الشيش - سيدات | تأهلت تلقائيا | الولايات المتحدةكيفر · |               |               |               |               |              |

## الجودو
لبنان لديه لاعب واحد في مسابقات الجودو عن وزن نصف المتوسط رجال (81كغ). اللاعب ناصيف الياس تاهل باحتلاله المرتبة 22 حسب تصنيق الاتحاد الدولي للجودو 
| اللاعب      | الفعالية     | دور 32        | دور 16            | ربع النهائي   | نصف النهائي   | تأهل تلقائي   | النهائي / BM  | النهائي / BM |
| اللاعب      | الفعالية     | الخصم النتيجة | الخصم النتيجة     | الخصم النتيجة | الخصم النتيجة | الخصم النتيجة | الخصم النتيجة | الترتيب      |
| ----------- | ------------ | ------------- | ----------------- | ------------- | ------------- | ------------- | ------------- | ------------ |
| ناصيف الياس | 81 كغ - رجال | تاهل تلقائيا  | الأرجنتينوسينتي · |               |               |               |               |              |

## الرماية
حصل لبنان على دعوة من اللجنة الثلاثية لمشاركة راي باسيل في مسابقة الرماية عن فئة الحفرة الاولمية (تراب) سيدات 
.
| اللاعب    | الفعالية     | التصفيات | التصفيات | نصف النهائي | نصف النهائي | النهائي  | النهائي  |
| اللاعب    | الفعالية     | النقاط   | الترتيب  | النقاط      | الترتيب     | النقاط   | الترتيب  |
| --------- | ------------ | -------- | -------- | ----------- | ----------- | -------- | -------- |
| راي باسيل | تراب - سيدات | 65       | 14       | لم تتأهل    | لم تتأهل    | لم تتأهل | لم تتأهل |

## السباحة
وقد تلقى لبنان دعوة عالمية من الاتحاد الدولي للسباحة لإرسال اثنين من السباحين (ذكر واحد وأنثى واحدة) لدورة الألعاب الاولمبية.

| اللاعب           | الفعالية       | المرحلة الاقصائية | المرحلة الاقصائية | نصف النهائي | نصف النهائي | النهائي  | النهائي  |
| اللاعب           | الفعالية       | الوقت             | الترتيب           | الوقت       | الترتيب     | الوقت    | الترتيب  |
| ---------------- | -------------- | ----------------- | ----------------- | ----------- | ----------- | -------- | -------- |
| انطوني بربر      | 50م حرة-رجال   |                   |                   |             |             |          |          |
| غابرييلا الدويهي | 400م حرة-سيدات | 4:31.21           | 31                | لم تتأهل    | لم تتأهل    | لم تتأهل | لم تتأهل |

## تنس الطاولة
مثل لبنان بلاعبه واحده في مسابقة كرة الطاولة عن فئة فردي السيدات من خلال اللاعبة ماريانا ساهاكيان التي تاهلت إلى الألعاب من خلال تحقيقها اعلى ترتيب في تصفيات منطقة غرب اسيا.
| اللاعب           | الفعالية       | المرحلة التمهيدية          | دور 1         | دور 2         | دور 3         | دور 16        | ربع النهائي   | نصف النهائي   | النهائي / BM  | النهائي / BM |
| اللاعب           | الفعالية       | الخصم النتيجة              | الخصم النتيجة | الخصم النتيجة | الخصم النتيجة | الخصم النتيجة | الخصم النتيجة | الخصم النتيجة | الخصم النتيجة | الترتيب      |
| ---------------- | -------------- | -------------------------- | ------------- | ------------- | ------------- | ------------- | ------------- | ------------- | ------------- | ------------ |
| ماريانا ساهاكيان | الفردي - سيدات | نيجيرياأوشونايك · خسرت 3-4 | لم تتأهل      | لم تتأهل      | لم تتأهل      | لم تتأهل      | لم تتأهل      | لم تتأهل      | لم تتأهل      | لم تتأهل     |

## وصلات خارجية
- موقع اللجنة الاولمبية اللبنانية